# Couque de Dinant

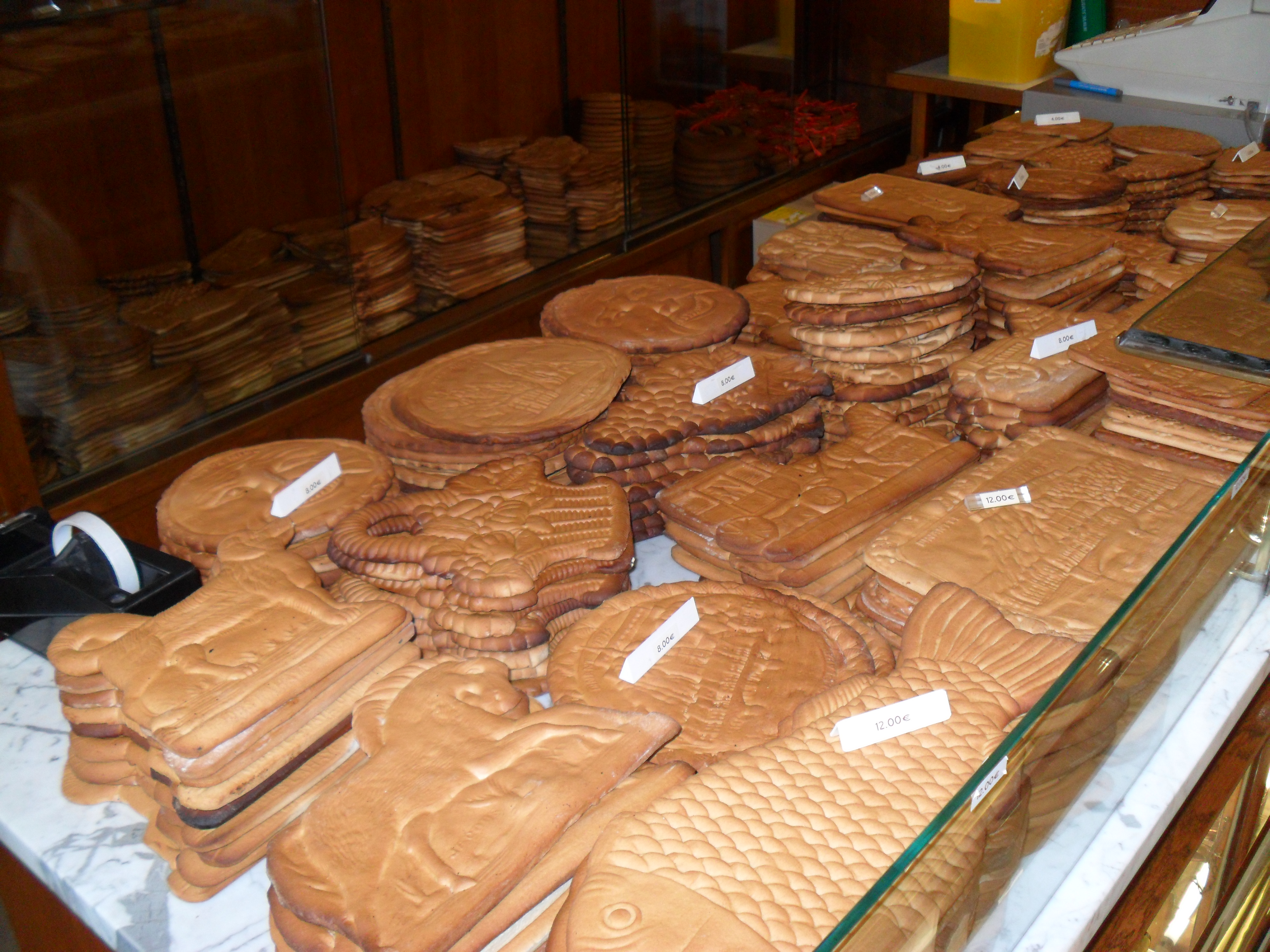
Couques de Dinant numa pastelaria de Dinant.

Couque de Dinant (em português:  Bolacha de Dinant) é um biscoito doce extremamente duro originário da cidade de Dinant, na região da Valónia no sul da Bélgica.

## Preparação
As couques são preparadas apenas com dois ingredientes: farinha de trigo e mel, em partes iguais em peso, e nada mais, nem mesmo água ou levedura. A massa é colocada num molde de madeira talhada de pereira, nogueira ou faia. Os moldes têm entalhes numa grande variedade de formas e decorações, tais como animais, motivos florais, figuras antropomórficas ou paisagens.
A bolacha ou biscoito é depois retirada do molde e colocado num tabuleiro metálico no forno pré-aquecido a 300 °C, onde se deixa por 15 minutos, para que o mel caramelize. Uma vez fria, a bolacha fica muito dura, e pode ser guardada por tempo indefinido. Por isso, as couques podem ser utilizadas como decoração e ornamentos da árvore de Natal, ou para comemorar ocasiões especiais, como o aparecimento dos dentes de um bebé.
Numa variante denominada couque de Rins junta-se açúcar à massa. Por isso é mais doce e menos dura.

## Consumo

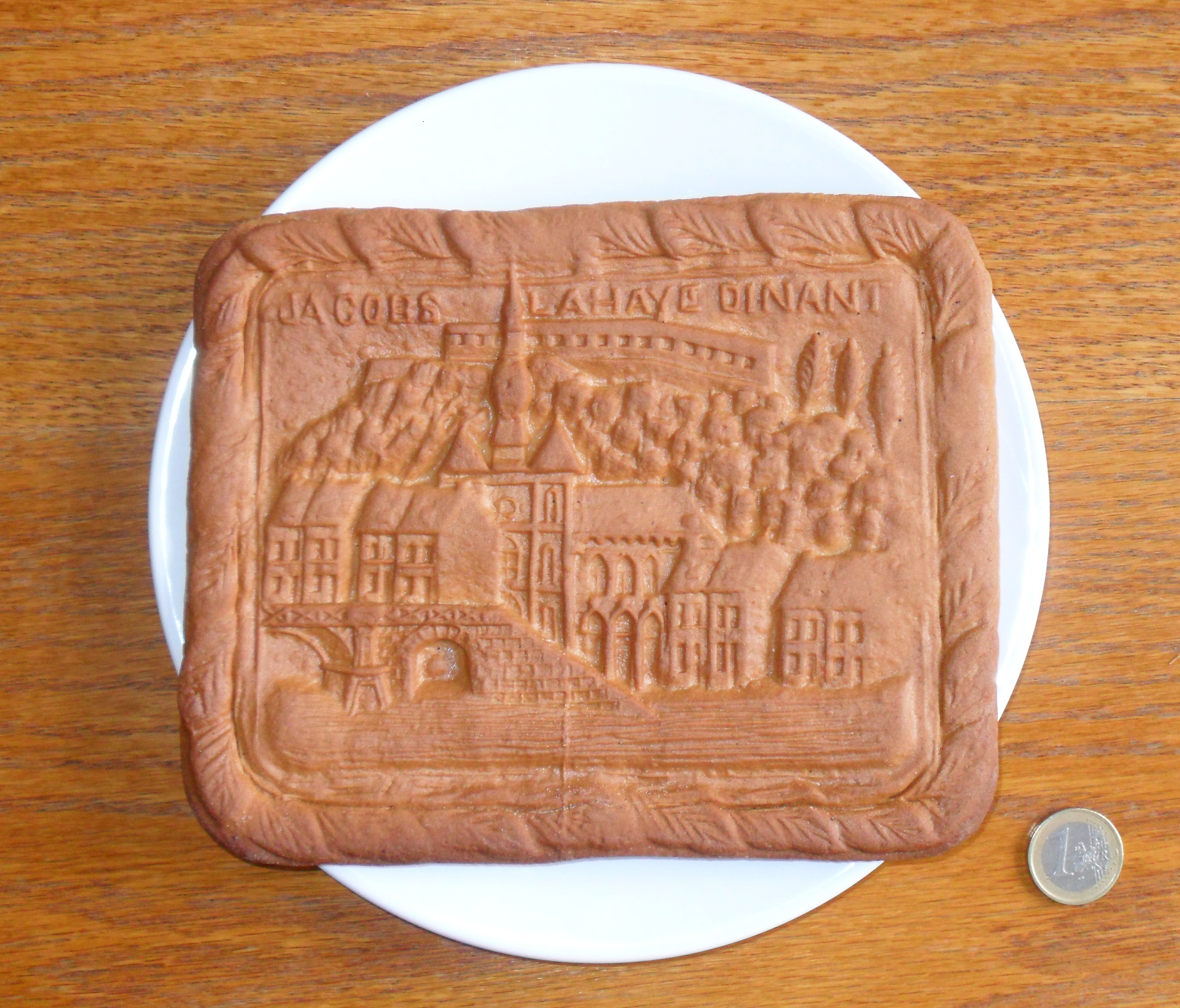
As Couques de Dinant podem ser bastante grandes. Na fotografia vê-se uma relativamente pequena comparada com uma moeda de 1 euro. O desenho é um panorama de Dinant.

Por causa da sua dureza extrema e grande tamanho, as couques de Dinant não devem ser mordidas diretamente. Assim, devem ser partidas em pequenos pedaços, que colocados na boca se dissolvem, ou então podem ser molhadas em café. 
Embora as padarias e pastelarias de Dinant tenham um grande volume de vendas durante a temporada de verão junto dos turistas, o consumo de couques é maior por altura do Dia de São Nicolau (6 de dezembro). Nesta época do ano são vendidas e consumidas um pouco por toda a Bélgica.

## Origem
Uma lenda popular, mas pouco verosímil, diz que as couques foram criadas durante o cerco de Dinant em 1466 por Carlos, o Temerário durante as Guerras de Liège. Os habitantes da cidade estavam desesperados e só tinham farinha e mel para se alimentar, pelo que recorreram ao preparo da massa utilizando apenas esses dois ingredientes. Dado que a massa era tão firme, ocorreu a ideia de imprimir nela o negativo de dinanderie (trabalhos de decoração local em bronze), e desta forma começou a tradição de produzir bolachas com desenhos impressos. Embora as circunstâncias exatas da sua invenção se desconheçam, é bem mais provável que as couque tenham começado a ser elaboradas em algum momento no século XVIII.